# Sociedad mundial de ciencia ficción

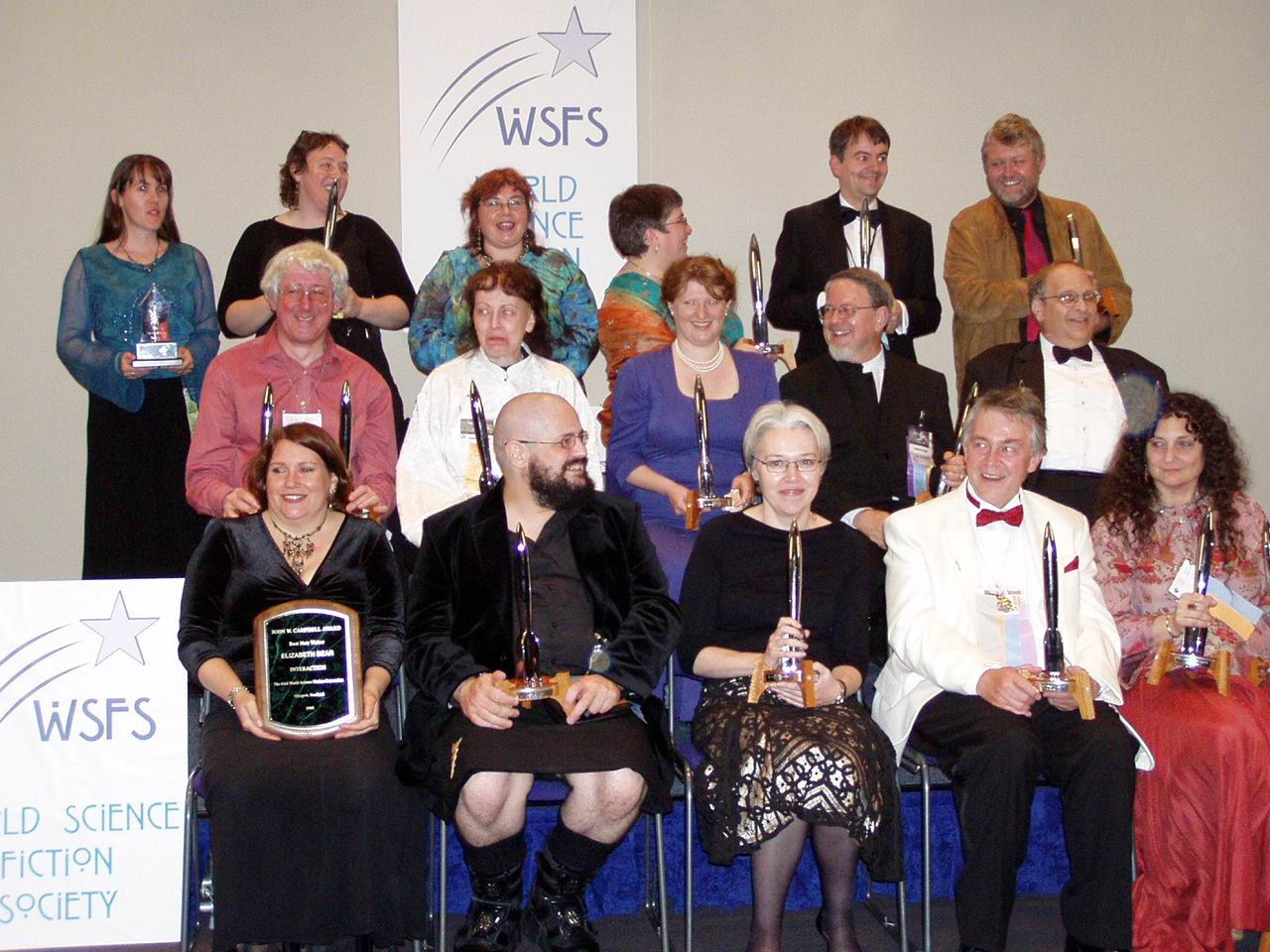
Ganadores de los Premios Hugo 2005.

La World Science Fiction Society (WSFS) es una sociedad literaria cuyo objetivo es promover los intereses de la ciencia ficción en todo el mundo. La WSFS no tiene directivos, sino una serie de pequeños comités y un gran número de socios, miembros de la Convención mundial de ciencia ficción (Worldcon). La celebración de esta convención y la entrega del Premio Hugo (antiguamente Science Fiction Achievement Award), son sus principales funciones, aunque también entrega el Premio John W. Campbell al mejor autor novel.
La WSFS cuenta con su propia constitución, una serie de normas que rigen su funcionamiento y que es discutida y enmendada por una junta general anual, conocida como «business meeting» (reunión de negocios), que se celebrada durante la Worldcon. La constitución de la WSFS determina las normas para la selección del lugar de celebración de la Worldcon, para los Premios Hugo, y para sus propias enmiendas. La reunión de negocios también selecciona la formación de una serie de comités permanentes o ad hoc para hacer tratar la revisión de las enmiendas y con ciertas funciones administrativas.
El único comité permanente de la sociedad es el Mark Protection Committee (MPC), encargado de administrar sus marcas de propiedad intelectual y de servicio, entre ellas «Worldcon» y «Hugo Award» (Premio Hugo) propiedad de la WSFS, así como sus sitios web (aunque no los de los sitios web individuales de cada Worldcon).

## Worldcon
La World Science Fiction Convention se viene celebrado desde 1939, con la excepción de los años 1942 a 1945, durante la Segunda Guerra Mundial. Los miembros de cada Worldcon son los miembros de la WSFS, y se encargan de seleccionar el lugar de celebración de cada convención dos años antes y de elegir los ganadores de los Premios Hugo.
La mayoría de las veces ha sido celebrada en Estados Unidos, aunque también ha habido ediciones en Canadá, Alemania, Australia, Países Bajos o Japón, entre otros.
Algunas de las actividades de la convención son fiestas, espectáculos audiovisuales, representaciones, juegos, charlas y, por supuesto, la celebración de los Premios Hugo y otros.

## Premios Hugo
Los Premios Hugo son una serie de importantes galardones otorgados a escritores de ciencia ficción o en menor grado fantasía, así como a artistas gráficos, guionistas, editores, etc. Tuvo una gran relevancia en las décadas de los 60 y 70, pero progresivamente ha ido perdiendo prestigio en beneficio de otros premios.
El premio Hugo recibe su nombre en honor a Hugo Gernsback, fundador de la pionera revista de ciencia ficción, Amazing Stories y de la invención del término «ciencia ficción».